# Anna Incerti
Anna Incerti (Palermo, 19 gennaio 1980) è una maratoneta italiana, campionessa europea a Barcellona 2010 e medaglia d'oro ai Giochi del Mediterraneo di Pescara 2009 nella mezza maratona.

## Biografia

### Gli inizi, i primi titoli italiani giovanili e le prime rassegne internazionali giovanili
Inizia a praticare l'atletica nel 1995 da cadetta con le gare a livello studentesco, allenata da Tommaso Ticali che la segue tuttora. 
Nel biennio da allieva 1996-1997 vince: una medaglia di bronzo ai campionati italiani di corsa campestre (1996), un argento agli italiani di corsa su strada e un altro bronzo ai campionati di categoria sui 3000 m (1997).
Quinto posto agli italiani juniores di corsa su strada nel 1998.
Due titoli di campionessa italiana juniores nel 1999: 5000 m e corsa su strada.
Nello stesso anno esordisce nella mezza maratona in occasione della Palermo International Half marathon, vincendo col tempo di 1:19'51.
A Belfast (Irlanda del Nord) fa il suo esordio in una rassegna internazionale: in occasione dei Mondiali juniores di corsa campestre giunge sul traguardo al 90º posto e sedicesima nella classifica a squadre; nello stesso anno, sempre nella corsa campestre, gareggia anche agli Europei juniores di cross in Slovenia a Velenje, classificandosi in 63ª posizione e ottava nella classifica a squadre.
Durante il 2000 non partecipa a nessuna gara dei campionati italiani.
Nel 2001 vince il titolo italiano, categoria promesse, ai campionati italiani di mezza maratona (nona assoluta); agli assoluti di Catania si classifica sesta sui 5000 m.

### 2002-2003: esordio nella Nazionale assoluta, bronzo alle Universiadi e debutto nella maratona con vittoria del titolo assoluto
2002, campionessa italiana promesse sia sui 5000 m (quarta agli assoluti di Viareggio sulla stessa distanza) che nella mezza maratona (settima assoluta); in quell'occasione il 29 settembre ad Udine, la Incerti migliora con 1:12'30 il record italiano promesse della mezza maratona che tuttora detiene.
Lo stesso anno agli Europei di corsa campestre (esordio con la Nazionale assoluta) a Medulin in Croazia termina al 40º posto nell'individuale e ottava nella classifica a squadre.
A Vilamoura (Portogallo) nel 2003 gareggia ai Mondiali di mezza maratona concludendo in 32ª posizione. Dopo aver vinto il bronzo alle Universiadi di Taegu in Corea del Sud sui 10000 m e giungendo quinta nella mezza maratona, il 23 novembre debutta nella maratona a Firenze, vincendo in 2:34'40 la gara valevole come campionato italiano assoluto; diventa anche vicecampionessa sui 10000 m e giunge settima agli assoluti di corsa campestre.

### 2004-2009: il reclutamento nelle Fiamme Azzurre, il trittico di titoli italiani assoluti e l'oro ai Giochi del Mediterraneo
Il 24 marzo del 2004 è stata reclutata dal Gruppo Sportivo Fiamme Azzurre; poi è stata bronzo agli assoluti di Firenze nei 5000 m.
Ha inoltre gareggiato nella Coppa Europa 10000 m a Maribor (Slovenia) terminando all'11º posto e contribuendo alla vittoria del bronzo nella classifica a squadre con Patrizia Tisi e Vincenza Sicari.
Nel 2005 subisce un intervento chirurgico al tendine di Achille del piede sinistro.
Alla maratona degli Europei di Göteborg (Svezia) nel 2006 si classifica al 9º posto individuale, coprendo la distanza in 2:32'53 e vincendo il titolo a squadre assieme a Bruna Genovese, Deborah Toniolo, Giovanna Volpato e Marcella Mancini.
Nel triennio 2007-2008-2009 vince un titolo assoluto ogni anno: mezza maratona (‘07), mezza maratona (‘08) e 10000 m (‘09).
2007, vince il titolo italiano di mezza maratona a Udine e nella stessa città sulla medesima specialità, partecipa ai Mondiali di mezza maratona (23a nell'individuale e settima nella classifica a squadre).

Ai Mondiali di Taegu (Corea del Sud) giunge 17ª nella maratona, migliore classificata tra le italiane, con un tempo di 2:36'36; nello stesso anno prende parte alla Coppa Europa 10000 m, tenutasi in Italia a Ferrara, ma si ritira durante la gara. Partecipa alle Olimpiadi di Pechino (Cina) giungendo 14ª nella maratona con il tempo di 2:30'55 e il 23 novembre vince la Milano City Marathon femminile, migliorando il suo personale e portandolo a 2:27'42.
Nel 2009 si aggiudica la gara di mezza maratona ai Giochi del Mediterraneo disputati nel mese di giugno a Pescara con il tempo di 1:12'25, precedendo la compagna di squadra Rosaria Console di appena 9 secondi.

### 2010: il titolo continentale nella maratona assegnatole a due anni di distanza
Il 31 luglio del 2010 ottiene la principale affermazione in carriera, sino ad ora, vincendo la medaglia di bronzo nella maratona agli Europei di Barcellona (Spagna) nel 2010; successivamente il bronzo è diventato inizialmente un argento e infine medaglia d'oro, poiché entrambe le atlete che la precedevano in classifica (la lituana Živilė Balčiūnaitė e la russa Nailya Yulamanova), sono state squalificate per doping e private delle rispettive medaglie dalla European Athletic Association; contestualmente l'è stata assegnata anche la medaglia d'oro nella classifica a squadre di specialità, vinta assieme a Rosaria Console e Deborah Toniolo. L'Associazione Europea di Atletica Leggera, per questo fatto l'ha nominata "Ambasciatrice di sport pulito".

### 2011-2016: i personali nella maratona e mezza maratona, il quinto titolo italiano assoluto e la Maratona di New York
Il 19 giugno del 2011 è giunta settima nei 5000 m all'Europeo per nazioni di Stoccolma (Svezia), il 3 luglio si è aggiudicata a Telese Terme la 10 km del V Trofeo Città di Telesia e il 25 settembre ha ritoccato il suo personale in maratona, correndo a Berlino in 2:25'32 e giungendo quinta.
Il 26 febbraio del 2012 migliora il suo crono nella mezza maratona di Roma-Ostia in 1:08'18 (secondo tempo italiano femminile di sempre) e alle Olimpiadi di Londra conclude la maratona al 29º posto.

Agli Europei in Svizzera a Zurigo nel 2014 conclude sesta nella maratona e vince la medaglia d'oro nella classifica a squadre di specialità con Valeria Straneo ed Nadia Ejjafini.
Diventa vicecampionessa italiana assoluta nella mezza maratona nel 2014 e l'anno dopo vince il suo quinto titolo nazionale assoluto, aggiudicandosi i 10 km su strada.
Nel giugno del 2015 gareggia in Italia a Cagliari nella Coppa Europa dei 10000 m terminando al nono posto e vincendo la medaglia di bronzo nella classifica a squadre, insieme a Valeria Straneo e Claudia Pinna.

Il 1º novembre del 2015 disputa per la prima volta in carriera la Maratona di New York terminando al nono posto, la prima degli italiani.
Il 26 marzo del 2016 gareggia ai Mondiali di mezza maratona tenutisi in Galles a Cardiff: sul traguardo arriva in 39ª posizione, settima nella classifica a squadre.
Il 10 luglio affronta la mezza maratona agli Europei di Amsterdam (Paesi Bassi): chiude la gara in 14ª posizione e contribuisce col suo tempo alla vittoria della medaglia d'argento nella classifica a squadre insieme a Veronica Inglese (argento per lei) e Rosaria Console.

### 2017-2022
Nel marzo 2017, alla mezzamaratona internazionale Stramilano, si classifica quarta con 1h12'35. Nello stesso anno, dopo una gara avvincente, vince la medaglia di argento alla Maratona di Milano.
Nel 2018 piazza due secondi posti alla mezzamaratona di Verona ed al Giro Podistico Internazionale di Pordenone. Vince la gara podistica internazionale "Corsa dell'Angelo" di Udine in dicembre.
Vince la mezzamaratona internazionale "senza confine" corsa fra Slovenia e Italia a Gorizia nel 2019. Nello stesso anno si piazza in 14ª posizione al Campionato Italiano dei 10k su strada a Canelli. Nello stesso anno si aggiudica il titolo Italiano di mezzamaratona a Palermo.
Nel 2020 vince la medaglia di argento al Campionato Italiano di maratona corso a Reggio Emilia e giunge seconda alla Corrida di San Giminiano a Modena, dove detiene ancora il record della manifestazione.
Nel maggio 2021 corre la maratona di Milano "agguantando" la qualificazione per i Campionati Europei 2022. 
Poche settimane dopo la stessa maratona di Milano, ha subito d'urgenza un intervento chirurgico alla testa per asportare un tumore disposto fra l'area parietale e quella frontale. Dopo 2 mesi ha ripreso ad allenarsi.
Nel 2022 vittoria alla mezzamaratona dei Dogi di Mira e corre la maratona di Padova nel 2022, con un ottimo terzo posto. In agosto indossa la sua ultima maglia azzurra e corre la sua ultima maratona ai Campionati Europei di Monaco.

### Fine carriera agonistica
Dal 2022, dopo aver preso il titolo di Istruttrice FIDAL di primo livello, è tecnico della Nuova Atletica dal Friuli ASD, Società sportiva di Udine.

## Curiosità
- È inserita nell'elenco degli atleti italiani, ancora in attività e già qualificati, che a fine carriera entreranno a far parte della Hall of Fame della FIDAL[9].
- Nelle liste italiane all-time, detiene il secondo crono di sempre nella mezza maratona[10] (dietro la primatista Valeria Straneo, entrambi stabiliti alla Roma-Ostia 2012) e il settimo nella maratona[11].
- È l'unica atleta italiana ad aver vinto tutti e quattro i titoli assoluti di mezzofondo prolungato (10000 metri su pista, 10 km su strada) e fondo (mezza maratona e maratona).
- È una delle 4 atlete italiane, insieme a Rosaria Console, Rita Marchisio e Maura Viceconte, ad aver realizzato in carriera il tris di titoli italiani assoluti su 10000 metri su pista, mezza maratona e maratona.
- Nelle 4 edizioni consecutive degli Europei a cui ha partecipato (Göteborg 2006, Barcellona 2010, Zurigo 2014 ed Amsterdam 2016), ha vinto sempre una medaglia nella classifica a squadre.
- Nel 2016 ha gareggiato, per la terza volta in carriera, nella maratona alle Olimpiadi (primato italiano femminile assoluto)[12].
- Ha sempre lo stesso allenatore (Tommaso Ticali) da inizio carriera.[13]
- Nel 2011 a Nicolosi è stata premiata tra gli Atleti siciliani dell’anno[14].

## Record nazionali

### Promesse
- Mezza maratona: 1:12'30 ( Udine, 29 settembre 2002)[1]

## Progressione

### Mezza maratona
| Stagione | Tempo   | Luogo     | Data       | Rank. Mond. |
| -------- | ------- | --------- | ---------- | ----------- |
| 2016     | 1:12’51 | Amsterdam | 10-7-2016  |             |
| 2015     | 1:11’17 | Udine     | 20-9-2015  |             |
| 2014     | 1:10’10 | Verona    | 16-2-2014  |             |
| 2012     | 1:08’18 | Roma      | 26-2-2012  |             |
| 2011     | 1:09’06 | Roma      | 27-2-2011  |             |
| 2010     | 1:10’41 | Valencia  | 21-11-2010 |             |
| 2009     | 1:12’25 | Pescara   | 3-7-2009   |             |
| 2008     | 1:13’57 | Atripalda | 1-6-2008   |             |
| 2007     | 1:11’09 | Udine     | 14-10-2007 |             |
| 2004     | 1:10’56 | Udine     | 26-9-2004  |             |
| 2003     | 1:14’08 | Vilamoura | 4-10-2003  |             |
| 2002     | 1:12’30 | Udine     | 29-9-2002  |             |
| 2001     | 1:16’56 | Arezzo    | 16-9-2001  |             |
| 2000     | 1:18’30 | Palermo   | 5-11-2000  |             |
| 1999     | 1:19’51 | Palermo   | 21-11-1999 |             |
| 1998     | 1:21’40 | Palermo   | 8-12-1998  |             |

### Maratona
| Stagione | Tempo   | Luogo      | Data       | Rank. Mond. |
| -------- | ------- | ---------- | ---------- | ----------- |
| 2015     | 2:29’10 | Nagoya     | 8-3-2015   |             |
| 2014     | 2:28’58 | Torino     | 16-11-2014 |             |
| 2012     | 2:29’38 | Londra     | 5-8-2012   |             |
| 2011     | 2:25’32 | Berlino    | 25-9-2011  |             |
| 2010     | 2:32’48 | Barcellona | 31-7-2010  |             |
| 2009     | 2:29’33 | Roma       | 22-3-2009  |             |
| 2008     | 2:27’42 | Milano     | 23-11-2008 |             |
| 2007     | 2:36’36 | Osaka      | 30-1-2007  |             |
| 2006     | 2:32’53 | Göteborg   | 12-8-2006  |             |
| 2003     | 2:34’40 | Firenze    | 23-11-2003 |             |

## Palmarès
| Anno | Manifestazione                       | Sede           | Evento               | Risultato | Prestazione | Note               |
| ---- | ------------------------------------ | -------------- | -------------------- | --------- | ----------- | ------------------ |
| 1999 | Mondiali juniores di corsa campestre | Belfast        | 6124 m               | 90ª       | 24'53       | [ 15 ]             |
| 1999 | Mondiali juniores di corsa campestre | Belfast        | Classifica a squadre | 16ª       | 391 punti   | [ 16 ]             |
| 1999 | Europei juniores di corsa campestre  | Velenje        | 3350 m               | 63ª       | 14'22       | [ 17 ]             |
| 1999 | Europei juniores di corsa campestre  | Velenje        | Classifica a squadre | 8ª        | 92 punti    | [ 18 ]             |
| 2002 | Europei di corsa campestre           | Medulin        | 6170 m               | 40ª       | 21'29       | [ 19 ]             |
| 2002 | Europei di corsa campestre           | Medulin        | Classifica a squadre | 8ª        | 179 punti   | [ 20 ]             |
| 2003 | Mondiali di mezza maratona           | Vilamoura      | Mezza maratona       | 32ª       | 1:14'08     | [ 21 ]             |
| 2003 | Universiadi                          | Taegu          | 10000 m              | Bronzo    | 33'49"71    | [ 22 ]             |
| 2003 | Universiadi                          | Taegu          | Mezza maratona       | 5ª        | 1:15'37     | [ 22 ]             |
| 2006 | Europei                              | Göteborg       | Maratona             | 9ª        | 2:32'53     | [ 23 ]             |
| 2006 | Europei                              | Göteborg       | Classifica a squadre | Oro       |             | [ 24 ]             |
| 2007 | Mondiali di mezza maratona           | Udine          | Mezza maratona       | 23ª       | 1:11'09     | [ 25 ]             |
| 2007 | Mondiali di mezza maratona           | Udine          | Classifica a squadre | 7ª        | 3:35'05     | [ 26 ]             |
| 2007 | Mondiali                             | Osaka          | Maratona             | 17ª       | 2:36'36     | [ 25 ]             |
| 2008 | Giochi olimpici                      | Pechino        | Maratona             | 14ª       | 2:30'55     | [ 27 ]             |
| 2009 | Giochi del Mediterraneo              | Pescara        | Mezza maratona       | Oro       | 1:12'25     | [ 28 ]             |
| 2010 | Europei                              | Barcellona     | Maratona             | Oro       | 2:32'48     | [ 3 ] [ 5 ] [ 29 ] |
| 2010 | Europei                              | Barcellona     | Classifica a squadre | Oro       |             | [ 5 ]              |
| 2012 | Giochi olimpici                      | Londra         | Maratona             | 29ª       | 2:29'38     | [ 30 ]             |
| 2014 | Europei                              | Zurigo         | Maratona             | 6ª        | 2:29'58     | [ 31 ]             |
| 2014 | Europei                              | Zurigo         | Classifica a squadre | Oro       |             | [ 32 ]             |
| 2016 | Mondiali di mezza maratona           | Cardiff        | Mezza maratona       | 39ª       | 1:14’00     | [ 33 ]             |
| 2016 | Mondiali di mezza maratona           | Cardiff        | Classifica a squadre | 7ª        | 3:38’44     | [ 34 ]             |
| 2016 | Europei                              | Amsterdam      | Mezza maratona       | 14ª       | 1:12’51     | [ 35 ]             |
| 2016 | Europei                              | Amsterdam      | Classifica a squadre | Argento   | 3:36’38     | [ 36 ]             |
| 2016 | Giochi olimpici                      | Rio de Janeiro | Maratona             | dnf       | dnf         |                    |
| 2022 | Europei                              | Monaco         | Maratona             | 42ª       | 2h44'11"    |                    |

## Campionati nazionali
- 1 volta campionessa assoluta dei 10 km su strada (2015)
- 1 volta campionessa assoluta dei 10000 m (2009)
- 3 volte campionessa assoluta di mezza maratona (2007, 2008, 2019)
- 1 volta campionessa assoluta di maratona (2003)
- 1 volta campionessa promesse dei 5000 m (2002)
- 2 volte campionessa promesse di mezza maratona (2001, 2002)
- 1 volta campionessa juniores di corsa su strada (1999)
- 1 volta campionessa juniores dei 5000 m (1999)

1996
- Bronzo ai Campionati italiani di corsa campestre, (Firenze) (allieve)

1997
- Argento al Campionato italiano di corsa su strada, (Barletta), 6 km (allieve)
- Bronzo ai Campionati italiani allievi e allieve, (Formia), 3000 m - 10'15

1998
- 5ª al Campionato italiano di corsa su strada, (Recanati), 8 km - 32'27 (juniores)[37]

1999
- Oro ai Campionati italiani juniores e promesse, (Fiuggi), 5000 m - 17'33"00[38]
- Oro al Campionato italiano di corsa su strada, (Bologna), 8 km - 29'46 (juniores)[39]

2001
- 6ª ai Campionati italiani assoluti, (Catania), 5000 m - 16'42"24[40]
- 9ª al Campionato italiano assoluto di mezza maratona, (Arezzo), Mezza maratona - 1:16'56 (assolute)[41]
- Oro al Campionato italiano assoluto di mezza maratona, (Arezzo), Mezza maratona - 1:16'56 (promesse)

2002
- Oro ai Campionati italiani juniores e promesse, (Milano), 5000 m[42]
- 4ª ai Campionati italiani assoluti, (Viareggio), 5000 m - 16'03"14[43]
- 7ª al Campionato italiano assoluto di mezza maratona, (Udine), Mezza maratona - 1:12'30 (assolute)[44]
- Oro al Campionato italiano assoluto di mezza maratona, (Udine), Mezza maratona - 1:12'30 (promesse)[45]

2003
- 7ª ai Campionati italiani assoluti di corsa campestre, (Roma), 8 km - 27'58[46]
- Argento al Campionato italiano assoluto dei 10000 metri, (Lumezzane), 10000 m - 33'19"01[47]
- Oro al Campionato italiano assoluto di maratona, (Firenze), Maratona - 2:34'40[48]

2004
- Bronzo ai Campionati italiani assoluti, (Firenze), 5000 m - 15'45"35[49]

2007
- Oro al Campionato italiani assoluto di mezza maratona, (Udine), Mezza maratona - 1:11'56[50]

2008
- Oro al Campionato italiano assoluto di mezza maratona, (Atripalda), Mezza maratona - 1:13'57[51]

2009
- Oro ai Campionati italiani assoluti, (Milano), 10000 m - 33'19"96[52]

2014
- Argento al Campionato italiano assoluto di mezza maratona, (Verona), Mezza maratona - 1:10'10[53]

2015
- Oro al Campionato italiano assoluto dei 10 km su strada, (Trecastagni), 10 km su strada - 34'11[54]

2019
- Oro ai campionati italiani di maratonina - 1h14"09
- 8ª ai campionati italiani di 10 km su strada - 33'54"

2020
- Argento ai campionati italiani di maratona - 2h35'40"

## Altre competizioni internazionali
1998
- Oro nell'Incontro internazionale juniores Italia-Svizzera-Francia-Germania, ( Belfort), 15 km

2002
- 4ª al Giro podistico internazionale di Castelbuono, ( Castelbuono), 5,6 km - 19'39[55]

2004
- Argento nella Mezza maratona internazionale Udine, ( Udine), Mezza maratona - 1:10'56[56]
- 4ª al Giro podistico internazionale di Castelbuono, ( Castelbuono), 5,8 km - 19'22[57]
- Argento nella Roma-Ostia, ( Ostia), Mezza maratona - 1:12'04[58]
- 11ª nella Coppa Europa 10000 m, ( Maribor), 10000 m - 33'21"02[59]
- Bronzo nella Coppa Europa 10000 m, ( Maribor), Classifica a squadre[59]
- Oro al Trofeo Sant'Agata ( Catania) - 17'32"

2007
- Bronzo nella Roma-Ostia, ( Ostia), Mezza maratona - 1:11'20[60]
- In finale nella Coppa Europa 10000 m, ( Ferrara), 10000 m - RIT[25]
- 23a nella Mezza maratona di Udine, ( Udine), Mezza maratona - 1:11'09[61]

2008
- Oro nella Milano Marathon, ( Milano), Maratona - 2:27'42[62]

2009
- 5ª nella Maratona di Roma, ( Roma), Maratona - 2:29'33[63]
- Oro nella Roma-Ostia, ( Ostia), Mezza maratona - 1:09'24[64]

2010
- Bronzo nella Coppa dei Campioni per club, ( Vila Real de Santo António), 3000 m - 9'24”59[65]
- Bronzo nella Coppa dei Campioni per club, ( Vila Real de Santo António), 5000 m - 16'07”98[65]
- Bronzo nella Mezza maratona di Valencia, ( Valencia), Mezza maratona - 1:10'41[66]

2011
- 5ª nella Great Manchester Run ( Manchester), 10 km - 32'36[67]
- 6ª nella Great South Run ( Portsmouth), 10 miglia - 54'18[68]
- 4ª nella Maratona femminile di Osaka, ( Osaka), Maratona - 2:27'33[69]
- Oro nella Roma-Ostia, ( Ostia), Mezza maratona - 1:09'06[70]
- 6ª nella Maratona di Berlino, ( Berlino), Maratona - 2:25'32[71]
- 7ª all'Europeo per nazioni, ( Stoccolma), 5000 m - 15'49”53[72]

2012
- 5ª nella Roma-Ostia, ( Ostia), Mezza maratona - 1:08'18[73]

2014
- Argento nella Maratona di Torino, ( Torino), Maratona 2:28'58[74]
- Oro nella Mezza maratona di Trieste, ( Trieste), Mezza maratona - 1:10'20[75]
- 5ª nella Roma-Ostia, ( Ostia), Mezza maratona - 1:10'16[76]

2015
- 9ª nella Coppa Europa 10000 m, ( Cagliari), 10000 m - 33'34"16[77]
- Bronzo nella Coppa Europa 10000 m, ( Cagliari), Classifica a squadre - 1:39'38"56[77]
- 7ª nella Nagoya Womens Marathon, ( Nagoya), Maratona - 2:29'10[78]
- 9ª nella Maratona di New York, ( New York), Maratona, 2:33'13[8]

2017
- Argento alla Milano Marathon ( Milano) - 2h29'58"
- 10ª alla Maratona di Francoforte ( Francoforte sul Meno) - 2h32'11"
- 4ª alla Stramilano ( Milano) - 1h12'35"
- 7ª alla Mezza maratona di Barcellona ( Barcellona) - 1h12'12"

2019
- 10ª alla Roma-Ostia ( Roma) - 1h13'05"

2021
- 17ª alla Milano Marathon ( Milano) - 2h31'17"

2022
- Bronzo alla Padova Marathon ( Padova) - 2h36'23"

## Attività extrasportive e vita privata
- Vive a Bagheria con il marito maratoneta Stefano Scaini, atleta sposato il 23 maggio del 2009 nella Chiesa di Santa Maria del Castello in Udine[79] avendo come testimoni di nozze gli atleti/coniugi Deborah Toniolo[80] e Giovanni Ruggiero[81].
- Il 16 maggio del 2013 è diventata mamma della piccola Martina[82].
- Ha la qualifica di Assistente Capo di Polizia Penitenziaria[2].